# Роздольне (Каховський район)
Роздо́льне — село в Україні, в Каховському районі Херсонської області. Населення становить 2482 особи.

## Історія
- Поселення Роздольне засноване на початку минулого сторіччя, в 1921 році. Перший будинок зведено на степовому пустоші, тобто — на роздоллі. Звідси і пішла назва майбутнього села.
- У 1920-х роках у виселках Роздольне налічувалось 53 господарства селянського типу, населення становило 224 особи, із них чоловіків 121, жінок -123. Переважна національність — українці.
- На початку 1923 року в Роздольному вже мешкало 379 селян. В тому числі: 12 жителі похилого віку (60 і більше років), 165 — діти до 15 років, 98 — молодь до 30 років. На весну 1927 року поселення налічувало 395 жителів.
- Зі створенням Кахівського району Роздольне входило до складу Великокаховської сільської ради і визначалось в типах територіальних одиниць як поселення. Крім Роздольного, до цієї сільради входили: село Велика Кахівка (2161 житель), хутори Олешки (51), Кислий (34), Коробки (89) та передмістя Щемилівка (1448 селян). Відстань від Роздольного до сільської ради та районного центру — .
- В 1921 році в поселенні було закладено перший камінь для будівництва школи, а через два роки відбулося її відкриття.
- За даними архівних документів в 1929 році, на території с. Роздольне було створено колгосп «В ответ на разрыв» (малися на увазі відносини СРСР  з Англією). Пізніше колгосп носив ім'я Косарева, потім — «Родина», а пізніше став відділенням колгоспу імені XXI партз'їзду КПРС. Головний напрямок виробництва — вирощування зернових культур та бавовни.
- На фронтах Другої світової війни воювали 42 його жителі. З них 23 не повернулися, про місце і час смерті 12 нічого невідомо, 25 — нагороджені орденами і медалями. Роздольне було визволено від гітлерівських загарбників 3-го листопада 1943 року.
- В післявоенний час село Роздольне нараховує 68 дворів, в якому мешкають 250 жителів. На його території працює спеціально-насіннєвий колгосп «Родина», що забезпечує всю область насінням люцерни та вирощує зернові культури.
- В 1954 році в селі відкрилася бібліотека, фонд налічував 600 книг.
- За рішенням Херсонського обласного виконавчого комітету № 405/19 у 1974 році в с. Роздольне створюється Агропромисловий садівничий компленкс (АПСК) «Краса Херсонщини». Головний напрямок господарства — інтенсивне садівництво. У створенні та розвитку АПСК взяла участь вся Херсонська область. За короткий строк вдалося закласти сади, промислову базу для переробки і зберігання фруктів. Господарство будувалося як комплекс по вирощуванню та виробництву фруктів і ягід, здійснювався товарний обробіток, зберігання й технічна переробка плодів. На початку 80-х почалося будівництво у Роздольному: фруктосховище, консервний завод, житлові будинки, сільська лікарська амбулаторія, адмінбудівлі, два дитячі садки на 160 місць кожний.
- 9 вересня 1982 року утворено Роздольненську сільську раду. Вона була виділена зі складу Коробківської сільради, до якої входила з 1972 року.

- 26 листопада 1983 року була відкрта триповерхова будівля Роздольненської середньої школи. Школа розрахована на 700 учнів.[1]

- 24 лютого 2022 року село тимчасово окуповане російськими військами під час російсько-української війни.[2]

- 11 квітня 2024 року у селі вибухнула заселена російськими військами цивільна багатоповерхівка, загинуло щонайменше четверо військових і один колаборант, ще одного - поранено[3][4].

## Населення

### Мова
Розподіл населення за рідною мовою за даними перепису 2001 року:
| Мова            | Кількість | Відсоток |
| --------------- | --------- | -------- |
| українська      | 2118      | 85.33%   |
| російська       | 346       | 13.94%   |
| німецька        | 3         | 0.12%    |
| циганська       | 3         | 0.12%    |
| болгарська      | 2         | 0.08%    |
| білоруська      | 2         | 0.08%    |
| вірменська      | 1         | 0.04%    |
| інші/не вказали | 7         | 0.29%    |
| Усього          | 2482      | 100%     |

## Економіка та соціальне життя
Населення Роздольного обслуговують 7 торговельних закладів.
Комунальні послуги надає ПП «Ш. А. Н. С.».
Працює відділення поштового зв'язку, сільський будинок культури, Загальноосвітня школа, дошкільний навчальний заклад «Яблунька».
Майже на трьох тисячах гектарів землі господарюють ПП «Фаворит-III», ТОВ «Геліос-1», ПП «Каховка-Агро», ФГ «ЮКАС+Т», ПП «Трилан», ПП «Арія-2», ФГ «Діана-Агро» та інші.

## Люди
Матері-героїні: Котельницька Ганна Яківна, Баланович Римма Тимофіївна, Юзвак Світлана Олександрівна.
Баграєв Микола Георгійович — старший інженер відділу капітального будівництва АПСК «Краса Херсонщини» в 1987-88 рр., бізнесмен, політичний діяч України. Народний депутат України IV, V, VI та VII скликань. Колишній член Партії регіонів.
Мисов Євген Сергійович — художник-пейзажист, вчитель образотворчого мистецтва у школі с. Роздольного.
Мальт Вадим Олександрович — заслужений агроном України, директор АПСК «Краса Херсонщини», двічі нагороджений орденами Леніна.

## Місцева влада
Роздольненська територіальна громада була утворена 29 грудня 2017 року внаслідок об'єднання двох сільських рад:
- Роздольненська сільська рада –населення 2432 чоловік

- Чорноморівська сільська рада — населення 949 чоловік

Роздольненській сільській раді підпорядковувалися такі населені пункти:
- село Роздольне — 2152 особи
- село Вільна Україна — 280 осіб

Чорноморівській сільській раді підпорядковувалися такі населені пункти:
- село Чорноморівка — 949 осіб[6]